# قائمة ميداليات الألعاب البارالمبية الصيفية 1972

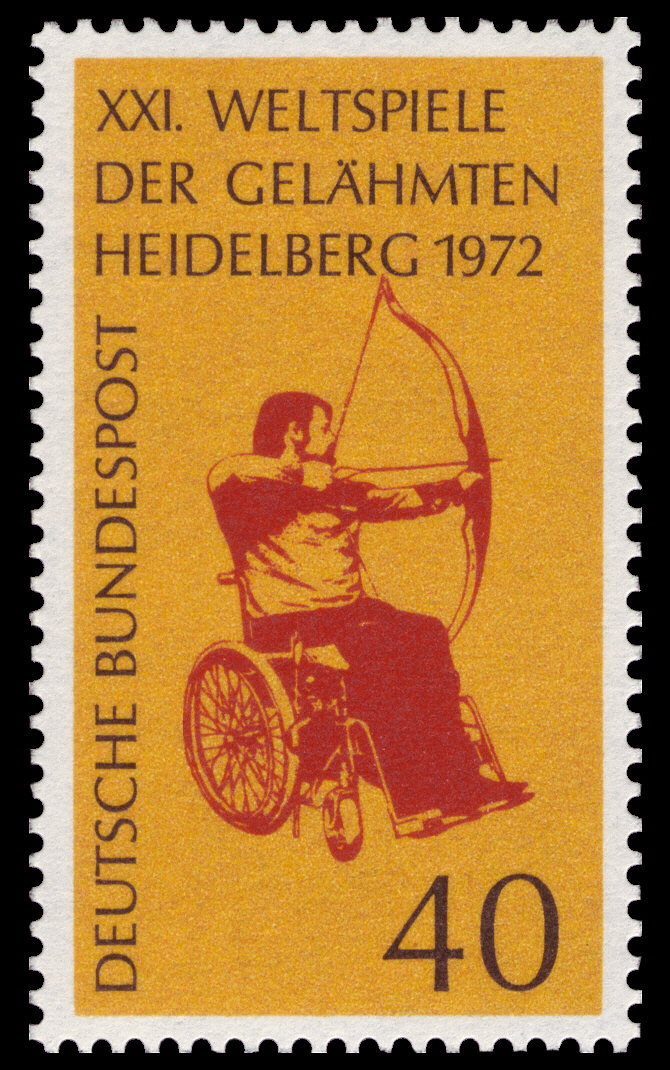
طابع بريد ألماني صدر في وقت الألعاب

الألعاب الدولية الحادية والعشرون لستوك مانديفيل، عُرفت فيما بعد باسم الألعاب البارالمبية الصيفية لعام 1972 (المعروف أيضا باسم الألعاب العالمية الحادية والعشرون للمصابين بالشلل) هي حدث دولي متعدد الرياضات أقيم في هايدلبرغ، ألمانيا الغربية، من 2 إلى 11 أغسطس 1972، حيث تنافس فيه الرياضيون ذوي الإعاقات الجسدية ضد بعضهم البعض. خططت الرابطة الألمانية لرياضة ذوي الاحتياجات الخاصة لتنظيم الألعاب في ميونخ بعد الألعاب الأولمبية لعام 1972، ولكن كان من المقرر إغلاق القرية الأولمبية في ميونيخ وتحويلها إلى شقق سكنية خاصة. حاول المنظمون الترتيب لإقامة بديلة للرياضيين ولكن عندما لم يكن ذلك ممكنا، تدخلت مدينة هايدلبرغ بدعوة لتنظيم الألعاب في جامعة هايدلبرغ معهد التدريب البدني.
في المجموع، وُزعت 575 ميدالية في 187 فعالية في 10 رياضات مختلفة. من بين 42 لجنة بارالمبية وطنية متنافسة، فازت 31 منها بميدالية واحدة على الأقل. فازت الدولة المضيفة بأكبر عدد من الميداليات الذهبية، بواقع 28 ميدالية، وفازت الولايات المتحدة بأكبر عدد من الميداليات الإجمالية بواقع 74 ميدالية تنافست روديسيا في هذه الألعاب، وحصلت على 12 ميدالية، لكنها لم تشارك في دورة الألعاب الأولمبية الصيفية لعام 1972 بعد أن سحبت اللجنة الأولمبية الدولية دعوتها، قبل أربعة أيام من حفل الافتتاح، ردًا على احتجاجات الدول الأفريقية ضد النظام الروديسي. يصنف جدول الميداليات هذا اللجان البارالمبية الوطنية المتنافسة حسب عدد الميداليات الذهبية التي فاز بها رياضيوها.
ومن بين أبرز الفائزين بالميداليات الذهبية الكندي يوجين رايمر، الذي سجل رقمًا قياسيًا عالميًا في رمي القرص برمية بلغت 29.91 مترًا وفاز أيضًا بالميدالية الذهبية في السباق الخماسي والميدالية الفضية في سباق التتابع 4 × 60 مترًا على الكراسي المتحركة. شاهد حشد يتكون من 4000 شخص الولايات المتحدة وهي تهزم حامل اللقب إسرائيل بنتيجة 59 – 58 لتفوز بالميدالية الذهبية في كرة السلة على الكراسي المتحركة للرجال. وفازت زيبورا روبين روزنباوم من إسرائيل بالميدالية الذهبية في منافسات رمي الرمح للسيدات 5 مرات، برقم قياسي عالمي جديد بلغ 18.50 مترًا، كما فازت بالميدالية الفضية في مسابقة رمي الجلة.

## جدول الميداليات
يعتمد الترتيب في هذا الجدول على المعلومات المقدمة من طرف اللجنة البارالمبية الدولية (IPC) ويتوافق مع اتفاقية اللجنة في جداول الميداليات المنشورة. افتراضيًا، يُرتب الجدول حسب عدد الميداليات الذهبية التي فاز بها الرياضيون من دولة ما (في هذا السياق، "الدولة" هي كيان تمثله اللجنة البارالمبية الوطنية). ويؤخذ عدد الميداليات الفضية في الاعتبار بعد ذلك، ومن ثم عدد الميداليات البرونزية. إذا ظلت الدول متعادلة، تعطى نفس الترتيب بشكل متساوٍ وتدرج أبجديًا حسب رموز بلدان اللجنة الأولمبية الدولية.
مُنحت ميداليتين برونزيتين في كل من منافسات تنس الطاولة والبولينج العشبي. لم تُمنح ميداليات فضية أو برونزية في بعض مسابقات ألعاب القوى والسباحة.
  *   البلد المضيف ( ألمانيا الغربية)
| المرتبة | فريق             | ذهبية | فضية | برونزية | المجموع |
| ------- | ---------------- | ----- | ---- | ------- | ------- |
| 1       | ألمانيا الغربية* | 28    | 17   | 22      | 67      |
| 2       | الولايات المتحدة | 17    | 27   | 31      | 75      |
| 3       | بريطانيا العظمى  | 16    | 15   | 21      | 52      |
| 4       | جنوب إفريقيا     | 16    | 12   | 13      | 41      |
| 5       | هولندا           | 14    | 13   | 11      | 38      |
| 6       | بولندا           | 14    | 12   | 7       | 33      |
| 7       | فرنسا            | 10    | 8    | 15      | 33      |
| 8       | إسرائيل          | 9     | 10   | 9       | 28      |
| 9       | إيطاليا          | 8     | 4    | 5       | 17      |
| 10      | جامايكا          | 8     | 3    | 4       | 15      |
| 11      | أستراليا         | 6     | 9    | 10      | 25      |
| 12      | النمسا           | 6     | 6    | 6       | 18      |
| 13      | كندا             | 5     | 6    | 8       | 19      |
| 14      | السويد           | 5     | 6    | 6       | 17      |
| 15      | اليابان          | 4     | 5    | 3       | 12      |
| 16      | كوريا الجنوبية   | 4     | 2    | 1       | 7       |
| 17      | رودسيا           | 3     | 5    | 4       | 12      |
| 18      | نيوزيلندا        | 3     | 3    | 3       | 9       |
| 19      | سويسرا           | 3     | 2    | 4       | 9       |
| 20      | الأرجنتين        | 2     | 4    | 3       | 9       |
| 21      | جزيرة أيرلندا    | 2     | 4    | 2       | 8       |
| 22      | النرويج          | 1     | 5    | 4       | 10      |
| 23      | بلجيكا           | 1     | 1    | 2       | 4       |
| 23      | يوغوسلافيا       | 1     | 1    | 2       | 4       |
| 25      | كينيا            | 1     | 0    | 0       | 1       |
| 25      | الهند            | 1     | 0    | 0       | 1       |
| 27      | إسبانيا          | 0     | 4    | 0       | 4       |
| 28      | فنلندا           | 0     | 2    | 1       | 3       |
| 29      | هونغ كونغ        | 0     | 1    | 1       | 2       |
| 30      | المجر            | 0     | 0    | 1       | 1       |
| 30      | تشيكوسلوفاكيا    | 0     | 0    | 1       | 1       |
| المجموع | المجموع          | 188   | 187  | 200     | 575     |